# Бажин Анатолій Іванович
Анатолій Іванович Бажин (нар. 22 березня 1940) — український фізик. Доктор фізико-математичних наук, професор. Академік АН ВШ України з 1993 р.

## Біографічні відомості
Закінчив фізико-технічний факультет Томського політехнічного інституту (1965). У 1972—1977 рр. — завідувач кафедри експериментальної фізики, з 1979 р. — доцент кафедри фізики металів, з 1985 р. — завідувач кафедри фізики твердого тіла і фізичного матеріалознавства Донецького національного університету. З 2008 р. — професор кафедри нанофізики Донецького національного університету. Доктор фізико-математичних наук, професор (1985).

## Наукова діяльність
Основні напрями наукових досліджень: взаємодія іонів низьких і середніх енергій з поверхнею твердих тіл, механізми явищ, які відбуваються в твердих тілах; іонне легування, іонно-плазмове напилення тонких плівок; іонно-оптичні і мас-спектрометричні методи аналізу твердих тіл; властивості фулеритових покриттів.
Автор 409 наукових праць (із них — 2 монографії, 8 навчальні посібники, 8 патентів).
Підготував 14 кандидатів наук і 2 докторів наук. Член спеціалізованої вченої ради із захисту докторських дисертацій.

## Звання і нагороди
Нагороджений знаками «Відмінник народної освіти УРСР», «Відмінник освіти України», бронзовою медаллю ВДНГ СРСР, ювілейною медаллю Інституту атомної енергії ім. І. В. Курчатова. Лауреат Нагороди Ярослава Мудрого АН ВШ України (2010). Заслужений професор Донецького національного університету.

## Джерело
- Академія наук вищої школи України. 1992—2010. Довідник